# Bourreria cassinifolia
Espèce
Bourreria cassinifolia est une espèce végétale de la famille des Boraginacées.